# وزارة الأوقاف والشؤون الدينية (الصومال)
وزارة الأوقاف والشؤون الدينية (بالصومالية: Wasaaradda Awqaafta iyo Arrimaha Diinta)‏ الوزارة مسؤولة عن مراقبة الشؤون الدينية في جمهورية الصومال الفيدرالية.
. وزير الشؤون الدينية الحالي هو مختار روبو، حيث عينه رئيس الوزراء حمزة عبدي بري في المنصب في 2 أغسطس 2022

## روابط خارجية
- الموقع الرسمي